# Neodillo chazeaui
Neodillo chazeaui är en kräftdjursart som beskrevs av Henri Dalens1993. Neodillo chazeaui ingår i släktet Neodillo och familjen Armadillidae. Inga underarter finns listade i Catalogue of Life.